# Uvaria scortechinii
Uvaria scortechinii är en kirimojaväxtart som beskrevs av George King. Uvaria scortechinii ingår i släktet Uvaria och familjen kirimojaväxter. Inga underarter finns listade i Catalogue of Life.